# Râul Neajlovel (Morteni)
Râul Neajlovel este un râu din România, afluent al Neajlovului, în care se varsă în apropiere de localitatea Neajlovu, Județul Dâmbovița. 